# Valentino Zeichen
Valentino Zeichen, all'anagrafe Giuseppe Mario Zeichen (Fiume, 24 marzo 1938 – Roma, 5 luglio 2016), è stato uno scrittore e poeta italiano.
Autore di romanzi e di raccolte di poesie, la sua prima antologia poetica  Area di rigore  fu pubblicata nel 1974 dalla Cooperativa Scrittori, (Roma, 1974) con la nota introduttiva di Elio Pagliarani; l'ultima, Casa di rieducazione è uscita con Mondadori (Milano) nel 2011.
Vinse nel 1999 il Premio Il Fiore di Chiesina Uzzanese. Nel 2015 la giuria tecnica del Premio Poesia Città di Fiumicino, composta da Milo De Angelis, Fabrizio Fantoni, Luigia Sorrentino, gli ha conferito il Premio alla Carriera.

## Biografia
Nasce a Fiume nel 1938 ma, a seguito dell'esodo istriano, fiumano e dalmata, si trasferisce con la madre Evelina e il padre giardiniere, prima a Parma, poi a Roma, dove ha vissuto fino al giorno della morte in una casa-baracca a via Flaminia, presso il civico 86.
Si è avvicinato alla poesia quando era diciottenne, influenzato da autori surrealisti come André Breton e Jacques Prévert.
La sua prima pubblicazione di poesie è del 1969 nella rivista letteraria Nuova Corrente.  Il suo primo romanzo, Tana per tutti, è del 1983.
Il tratto caratteristico della poesia di Zeichen è lo spiccato carattere argomentativo, anti-lirico, così descritto da Valerio Magrelli: "Che parli del big bang o di un amore, che evochi un amico o parli di guerra, egli imbastisce sempre un complicato congegno dimostrativo, una piccola macchina logica tramite cui esibire acquisizioni di tipo cognitivo. In alternativa, ecco esplodere veri flash visivi, come quando, per esempio, definisce il treno "una chiusura lampo che fila sui binari".
Zeichen è stato anche il giudice unico della giuria di un premio letterario intitolato al suo nome. È morto il 5 luglio 2016 alle 12:40 a Roma per un infarto a seguito dell'ictus che lo aveva colpito nell'aprile del 2016, nella clinica Santa Lucia.
Recensendo Poesie 1963-2003, Biancamaria Frabotta scrisse: «Chi non intende la differenza che esiste fra un poeta intelligente e un poeta dell’intelligenza, legga la raccolta completa delle poesie di Valentino Zeichen […]. Zeichen scrive come vive, e viceversa. Il che, a un secolo di distanza da D’Annunzio, può fare anche notizia. E notizie della sua insolita biografia non ne son mancate, a causa della ghiotta curiosità dei media che ancora non cessano tributare incensi al personaggio, trascurando il poeta che è oggi in Europa, io credo, uno dei più originali e duraturi».

## Opere
- Area di rigore, nota introduttiva di Elio Pagliarani, Roma, Cooperativa Scrittori, 1974
- Ricreazione, Milano, Società di poesia per iniziativa dell'editore Guanda, 1979
- Pagine di gloria, Parma, Guanda, 1983
- Tana per tutti, Roma, Lucarini, 1983 (romanzo)
- Museo interiore, Parma, Guanda, 1987
- Gibilterra, Milano, Mondadori, 1991
- Metafisica tascabile, Milano, Mondadori, 1997
- Apocalisse nell'arte, introduzione di Nico Garrone, Roma, Edizioni della cometa, 2000
- Ogni cosa a ogni cosa ha detto addio, Roma, Fazi, 2000
- (con Achille Bonito Oliva) Carla Accardi. Pietrose distanze - Essegi, 2000
- Matrigna, Padova, Il Notes Magico, 2002
- Passeggiate romane, Roma, Fazi, 2004 (con DVD)
- Poesie. 1963-2003, Milano, Mondadori, 2004
- Sentimento e ironia, con una nota di Massimo Raffaeli, Ancona, Centro Studi Franco Scataglini, 2004
- Neomarziale, Milano, Mondadori, 2006 (rosa del Premio Viareggio 2006)
- Il palazzo della scherma, Milano, Il ragazzo innocuo, 2006
- La Refezione, Roma, Edizioni della cometa, 2007
- Aforismi d'autunno, Roma, Fazi, 2010 (cinquina del P.E.N. Club Italiano 2011)
- Poesie giovanili. 1958-1967, Roma, Edizioni della Cometa, 2010
- Il testamento di Anita Garibaldi, postfazione di Italo Moscati, Roma, Fazi, 2011
- Casa di rieducazione, Milano, Mondadori, 2011 (rosa del Premio Viareggio 2012)
- Macchie dipinte, Roma, Edizioni della Cometa, 2014
- La sumera, Roma, Fazi, 2015 (romanzo, in concorso per il Premio Strega 2016)

## Premi
- 1991 Premio Nazionale Rhegium Julii per Gibilterra[3]
- 1992 LericiPea
- 1997 Premio Metauro
- 1999 Il Fiore
- 2004 Premio Nazionale Poesia edita «Città di Atri»
- 2004 Premio Nazionale Frascati Poesia Antonio Seccareccia
- 2006 Rosa del Premio Viareggio per Neomarziale
- 2011 Cinquina del P.E.N. Club Italiano per Aforismi d'autunno
- 2012 Rosa del Premio Viareggio per Casa di rieducazione
- 2015 Premio Poesia «Città di Fiumicino» - Premio alla Carriera
- 2016 LericiPea - riconoscimento speciale per l’Opera Poetica
- 2022 Laurea Apollinaris Poetica in memoriam